# El caso de las dos bellezas
Pour plus de détails, voir Fiche technique et Distribution.
El caso de las dos bellezas (allemand : Rote Lippen – Sadisterotica) est un film d'espionnage ouest-germano-espagnol réalisé par Jesús Franco et sorti en 1969.
Avec Bésame, monstruo, il fait partie d'un diptyque de films tournés l'un après l'autre et basés sur le même couple de personnages principaux : les détectives privés Regina et Diana, interprétées par l'Argentine Rosanna Yanni et la Française Janine Reynaud.

## Synopsis
Diana et Regina, deux dames bisexuelles, dirigent une agence de détectives sous le nom de « Lèvres rouges ». Leur dernière mission les amène chez un certain Monsieur Radek, qui charge les deux femmes de rechercher sa maîtresse disparue, Lida. Lida Regnier n'est pas la première jeune femme à avoir récemment disparu. Une piste brûlante mène à Klaus Tiller, un peintre mal-famé qui possède son propre atelier. L'artiste est connu pour ses œuvres sulfureuses, qui montrent souvent des femmes plus ou moins peu dévêtues au moment de leur mort. Diana et Regina découvrent que les dames représentées par « l'artiste de la mort », comme on l'appelle aussi, présentent d'effrayantes similitudes avec les dames disparues.
Jusqu'à présent, personne ne connaît le terrible secret qui se cache derrière ces tableaux : Tiller fait en effet enlever ses modèles par un être hirsute du nom de Morpho, son fidèle factotum inconditionnel, et les emmène dans son atelier (parmi eux, évidemment, la disparue Lida). Là, sur ordre de son seigneur et maître, celui-ci étrangle les dames capturées, que Tiller photographie à ce moment-là dans leur agonie, afin d'immortaliser plus tard cet instant immortel sur sa toile. Lorsque Diana et Regina découvrent cette activité sanglante, elles se retrouvent bientôt elles-mêmes en danger de mort...

## Fiche technique
- Titre original espagnol : El caso de las dos bellezas[1]
- Titre allemand : Rote Lippen – Sadisterotica[2]
- Réalisateur : Jesús Franco
- Scénario : Karl Heinz Mannchen, G. G. Hoffmann, Jesús Franco, Luis Revenga
- Photographie : Francisco García Velásquez, Maruja Soriano
- Montage : Francisco García Velásquez, Maruja Soriano
- Musique : Fernando García Morcillo (version espagnole), Jerry Van Rooyen (version allemande)
- Production : José López Moreno, Adrian Hoven
- Sociétés de production : Films Montana S.A. (Madrid), Aquila-Film GmbH (Munich)
- Pays de production :  Espagne -  Allemagne de l'Ouest
- Langues originales : allemand
- Format : couleurs par Eastmancolor - 1,85:1 - Son mono - 35 mm
- Durée : 88 minutes
- Genre : film d'espionnage
- Dates de sortie :
  - Allemagne de l'Ouest : 28 mars 1969
  - Espagne : 7 avril 1969
- Affiche : Macario Gómez Quibus (Espagne)

## Distribution
- Rosanna Yanni : Reine
- Janine Reynaud : Diane
- Adrian Hoven : Radeck / Klaus Thiller
- Michel Lemoine : Morpho
- Chris Howland : Inspecteur Francis McCLune
- Marta Reves : Isma
- Ana Casares : L'assistante de Klaus Thriller
- María Antonia Redondo : Lida Rainer
- Alexander Engel : Albert Carimbuli
- Manolo Otero : Vittorio Freda
- Julio Pérez Tabernero
- Marcelo Arroita Jáuregui : Inspecteur Tanner
- Milo Quesada : Inspecteur Marlowe
- Pilar Clemens
- Jesús Franco : Napoléon Bolivard, le gardien de la galerie d'art
- Vicente Roca : Directeur de la galerie d'art
- Elsa Zabala : Propriétaire de la boutique
- Ana Puértolas
- Karl Heinz Mannchen : Critique d'art à la galerie
- Dorit Dom : Danseuse
- Manuel Velasco